# تشارلز واتسون
تشارلز واتسون (بالإنجليزية: Charles Watson)‏ هو سياسي أمريكي، ولد في 1 سبتمبر 1836، وتوفي في 22 أغسطس 1910. حزبياً، نشط في الحزب الجمهوري. وقد انتخب عضو جمعية ولاية ويسكونسن.